# Winter-Paralympics 2010/Teilnehmer (Polen)
| stlisierte Goldmedaille | stlisierte Silbermedaille | stlisierte Bronzemedaille |
| ----------------------- | ------------------------- | ------------------------- |
| —                       | —                         | 1                         |

Polen nahm an den Winter-Paralympics 2010 im kanadischen Vancouver mit 12 Sportlern teil. Die einzige Medaille gewann Katarzyna Rogowiec mit Bronze im Skilanglauf.
Es gab keine polnischen Teilnehmer am Rollstuhlcurling sowie am Sledge-Eishockey.

## Ski Alpin
| Teilnehmer                            | Wettbewerb                 | Platzierung     |
| Michał Klos                           | Slalom, stehend            | 33.             |
| Michał Klos                           | Riesenslalom, stehend      | 30.             |
| Maciej Krężel Anna Ogarzyńska (Pilot) | Slalom, sehbehindert       | 8.              |
| Maciej Krężel Anna Ogarzyńska (Pilot) | Riesenslalom, sehbehindert | 9.              |
| Jarosław Rola                         | Slalom, sitzend            | disqualifiziert |
| Jarosław Rola                         | Riesenslalom, sitzend      | disqualifiziert |
| Andrzej Szczęsny                      | Slalom, stehend            | 26.             |
| Andrzej Szczęsny                      | Riesenslalom, stehend      | 25.             |
| Andrzej Szczęsny                      | Super-G, stehend           | 30.             |
| Andrzej Szczęsny                      | Super-Kombination, stehend | 15.             |
| Rafał Szumiec                         | Slalom, sitzend            | 27.             |
| Rafał Szumiec                         | Riesenslalom, sitzend      | disqualifiziert |

## Biathlon

### Männer
| Teilnehmer     | Wettbewerb                  | Platzierung |
| Sylwester Flis | Verfolgung, 2,4 km, sitzend | 25.         |
| Jan Kołodziej  | Verfolgung, 3 km, stehend   | 13.         |
| Kamil Rosiek   | Verfolgung, 2,4 km, sitzend | 15.         |
| Kamil Rosiek   | Einzel, 12,5 km, sitzend    | 12.         |
| Robert Wątor   | Verfolgung, 2,4 km, sitzend | 14.         |
| Robert Wątor   | Einzel, 12,5 km, sitzend    | 14.         |

### Frauen
| Teilnehmer         | Wettbewerb                   | Platzierung |
| Arleta Dudziak     | Verfolgung, 3 km, stehend    | 12.         |
| Arleta Dudziak     | Verfolgung, 12,5 km, stehend | 12.         |
| Anna Mayer         | Verfolgung, 3 km, stehend    | 13.         |
| Katarzyna Rogowiec | Verfolgung, 3 km, stehend    | 5.          |
| Katarzyna Rogowiec | Einzel, 12,5 km, stehend     | 4.          |

## Skilanglauf

### Männer
| Teilnehmer     | Wettbewerb                | Platzierung   |
| Sylwester Flis | Sprint, 1 km, sitzend     | 27.           |
| Sylwester Flis | Klassisch, 10 km, sitzend | nicht beendet |
| Jan Kołodziej  | Sprint, 1 km, stehend     | 10.           |
| Kamil Rosiek   | Sprint, 1 km, sitzend     | 16.           |
| Kamil Rosiek   | Klassisch, 10 km, sitzend | 23.           |
| Robert Wątor   | Sprint, 1 km, sitzend     | 30.           |
| Robert Wątor   | Klassisch, 10 km, sitzend | 20.           |

### Frauen
| Teilnehmer                                   | Wettbewerb               | Platzierung |
| Arleta Dudziak                               | Klassisch, 5 km, stehend | 15.         |
| Anna Mayer                                   | Sprint, 1 km, stehend    | 15.         |
| Anna Mayer                                   | Klassisch, 5 km, stehend | 16.         |
| Katarzyna Rogowiec                           | Sprint, 1 km, stehend    | 10.         |
| Katarzyna Rogowiec                           | Klassisch, 5 km, stehend | 12.         |
| Katarzyna Rogowiec                           | Freistil, 15 km, stehend | 3.          |
| Arleta Dudziak Anna Mayer Katarzyna Rogowiec | Staffel, 3 × 2,5 km      | 6.          |